# آرتسویک میناسیان
آرتسویک میناسیان (Արծվիկ Գարեգինի Մինասյան؛ زادهٔ ۱ ژانویهٔ ۱۹۷۲) یک اقتصاددان، و سیاست‌مدار اهل ارمنستان که از تاریخ ۲۴ فوریه ۲۰۱۶ تا تاریخ ۲۷ سپتامبر ۲۰۱۶ در دولت اول کارن کاراپتیان سمت وزیر اقتصاد ارمنستان، و سپس از تاریخ ۲۷ سپتامبر ۲۰۱۶ تا تاریخ ۲۰۱۸ در دولت اول و دولت دوم کارن کاراپتیان سمت وزیر حفاظت از محیط زیست ارمنستان و از تاریخ مه ۲۰۱۸ تا تاریخ ۲۰۱۸ در دولت اول نیکول پاشینیان سمت وزیر توسعه اقتصادی و سرمایه‌گذاری ارمنستان را برعهده داشت. میناسیان همچنین نماینده دوره‌های چهارم و پنجم مجلس ملی جمهوری ارمنستان بوده‌است.

## زندگی‌نامه
در ۱ ژانویهٔ ۱۹۷۲ در روستای ووسکتاس، شهرستان تالین به دنیا آمد و از دانشگاه دولتی ایروان فارغ‌التحصیل شد. 